# Aeroportul Icy Bay
Aeroportul Icy Bay (IATA: ICY, FAA LID: 19AK) este un aeroport din Alaska, Statele Unite ale Americii ce deservește zona Icy Bay⁠(d). Aeroportul a fost tranzitat în 2019 de 2 pasageri. A fost numit după zona deservită.
Situat la o altitudine de 15 m, aeroportul dispune de 1 pistă.

## Infrastructură

### Piste
Aeroportul dispune de o singură pistă. Pista 05/23 are suprafața de pietriș și dimensiunile 3.430 picioare × 55 picioare. 